# Savannakhet-Provinzialstadion
Das Savannakhet Provinzialstadion ist ein Mehrzweckstadion in Savannakhet, Laos. Es wird überwiegend für Fußballspiele genutzt. Das Stadion wurde 2006 eröffnet und bietet Platz für 15.000 Zuschauer. Einige Spiele der Lao League, der höchsten Spielklasse in Laos, wurden seit 2006 hier ausgetragen. Das Stadion ist Heimspielstätte des Savannakhet FC.